# Фудбалска репрезентација Нове Каледоније
Фудбалска репрезентација Нове Каледоније је фудбалски тим који представља Нову Каледонију на међународним такмичењима и под контролом је Фудбалског савеза Нове Каледоније.
Нова Каледонија је учествовала четири пута на ОФК купу нација. Најбољи пласман остварили су 2008. и 2012. када су зазузели друго место и освојили сребрну медаљу.
Нису до сада учествовали на Светском првенству.

## Резултати репрезентације

### Светско првенство
- 1930 до 2002: Није учествовао
- 2006 до 2018: Није се квалификовао

## ОФК Куп нација
| ОФК куп нација | ОФК куп нација                       | ОФК куп нација                       | ОФК куп нација                       | ОФК куп нација                       | ОФК куп нација                       | ОФК куп нација                       | ОФК куп нација                       | ОФК куп нација                       |
| Година         | Рунда                                | Позиција                             | У                                    | П                                    | Н                                    | И                                    | ГД                                   | ГП                                   |
| -------------- | ------------------------------------ | ------------------------------------ | ------------------------------------ | ------------------------------------ | ------------------------------------ | ------------------------------------ | ------------------------------------ | ------------------------------------ |
| 1973.          | Полуфинале                           | 3. место                             | 5                                    | 3                                    | 0                                    | 2                                    | 10                                   | 6                                    |
| 1980.          | Полуфинале                           | 3. место                             | 4                                    | 2                                    | 0                                    | 2                                    | 8                                    | 23                                   |
| 1996. до 2000. | Нису се квалификовали                | Нису се квалификовали                | Нису се квалификовали                | Нису се квалификовали                | Нису се квалификовали                | Нису се квалификовали                | Нису се квалификовали                | Нису се квалификовали                |
| 2002.          | Групна фаза                          | 8. место                             | 3                                    | 0                                    | 0                                    | 3                                    | 1                                    | 14                                   |
| 2004.          | Нису се квалификовали                | Нису се квалификовали                | Нису се квалификовали                | Нису се квалификовали                | Нису се квалификовали                | Нису се квалификовали                | Нису се квалификовали                | Нису се квалификовали                |
| 2008.          | Финале                               | 2. место                             | 6                                    | 2                                    | 2                                    | 2                                    | 12                                   | 10                                   |
| 2012.          | Финале                               | 2. место                             | 5                                    | 3                                    | 0                                    | 2                                    | 19                                   | 7                                    |
| 2016.          | Полуфинале                           | 3. место                             | 4                                    | 1                                    | 2                                    | 1                                    | 9                                    | 3                                    |
| 2024.          | Квалификовали су се, али су одустали | Квалификовали су се, али су одустали | Квалификовали су се, али су одустали | Квалификовали су се, али су одустали | Квалификовали су се, али су одустали | Квалификовали су се, али су одустали | Квалификовали су се, али су одустали | Квалификовали су се, али су одустали |
| Укупно         |                                      | 6/11                                 | 27                                   | 12                                   | 4                                    | 11                                   | 65                                   | 52                                   |